# Giorgio Terni
(Giorgio Terni, dal libro I trenta assassini)
Giorgio Terni detto Vittorino (Cinigiano, 4 settembre 1932 – Siena, 16 luglio 2000) è stato un fantino italiano, attivo nelle corse a pelo.

## L'esordio in Piazza
Giorgio Terni impara ad andare a cavallo sin dalla più tenera età al modo dei montanari, con il solo ausilio della cavezza e delle ginocchia senza la sella e le briglie attraverso i luoghi impervi tipi delle zone limitrofe al Monte Amiata dove era nato (a Monticello Amiata, frazione di Cinigiano). Dopo essersi temprato negli ambienti "roventi" delle corse di provincia approda al Palio più famoso e illustre, quello di Siena nel 1953. Il suo nome rimarrà indissolubilmente legato a quello della cavalla Gaudenzia, da lui allenata e alla quale la scrittrice statunitense Marguerite Henry dedicherà un libro intitolato "Gaudenzia, gloria del Palio".
Il Nicchio lo ingaggia per il Palio di luglio, e proprio nella contrada dei Pispini Vittorino troverà una stabile dimora fino alla fine dei suoi giorni. Si distingue sin dalle prime prove nonostante il cavallo Turbolento non fosse tra i favoriti; il giorno del Palio parte alla grande riuscendo a rimanere in testa fino alla caduta alla seconda curva del Casato. Il Palio è vinto dalla Tartuca ma Vittorino si è ben destreggiato e riesce subito ad entrare nel cuore dei contradaioli del Nicchio.

## La rapida ascesa
Mancando il Nicchio dal lotto delle dieci contrade, ad agosto corre nella Pantera senza però offrire una buona prestazione. Il 1954 è invece l'anno della sua consacrazione ma anche quello che maggiormente è segnato dal binomio Vittorino-Gaudenzia. A luglio la cavalla va in sorte all'Onda che si accorda con Vittorino riunendo per la prima volta in Piazza un binomio indissolubile durante tutto il resto dell'anno. Vittorino si dimostrerà sempre fantino freddo e potente, resistente allo sfiancamento della mossa. Gaudenzia è cavalla di indole dolce e mansueta ma precisa nell'affrontare le traiettorie e molto veloce. Nonostante la partenza di rincorsa, l'accoppiata scatta in testa e domina una corsa passata alla storia anche per essere stata la prima trasmessa in diretta televisiva.
La cronaca del Palio di agosto fu imprevedibile nello sviluppo e commovente nell'epilogo. Il Nicchio torna in Piazza e Vittorino vi si accasa sin dalla prima prova montando la cavalla Rosella; Gaudenzia invece tocca in sorte alla Giraffa montata da Marino Lupi detto Veleno ed è tra le indubbie favorite. La Giraffa parte prima ma dopo la seconda curva del Casato Veleno cade lasciando Gaudenzia "scossa" mentre dalle retrovie Vittorino e Rosella rinvengono fino a prendere la prima posizione alla seconda curva di san Martino. Gaudenzia però non molla e quando sta per riprendere nuovamente il Nicchio, Vittorino è costretto a nerbarla per impedirle il passaggio, fino a quando giunta a pochi metri dal bandierino finale la cavalla abbassa la testa e passando sotto il nerbo del suo allenatore lo beffa portando il trionfo nella Giraffa. Finita la corsa Vittorino corre ad abbracciare la cavalla nonostante la disperazione per il Palio sfumato mentre lo stesso proprietario dell'animale, Benito Giachetti, piange in quanto appassionato nicchiaiolo.
A settembre dello stesso anno in occasione del Palio straordinario in onore dell'Anno Mariano si ricompone la coppia Vittorino-Gaudenzia, questa volta per i colori bianco-arancio del Leocorno. Partendo ancora di rincorsa Vittorino è abile nell'evitare l'imbottigliamento creatosi alla partenza e a condurre Gaudenzia in testa già alla prima curva di san Martino, nonostante alcune nerbate ricevute: la vittoria è ancora una volta sua. Nel 1955, ancora nel Nicchio, vede trionfare il grande Giuseppe Gentili detto Ciancone nel Bruco dopo una buona partenza ancora di rincorsa. Seguono tre Palii senza vittorie, mentre nell'agosto del 1956 Gaudenzia vince il suo quarto palio per l'Istrice.
Nel luglio del 1957 arriva la terza vittoria per i colori giallo-rossi della Chiocciola montando la forte Tanaquilla dopo aver preso la testa al primo san Martino e rintuzzando i tentativi di rimonta della Tartuca, contrada rivale della Chiocciola. Ad agosto giunge la prima vittoria per i colori del Nicchio (la quarta personale) montando il cavallo Belfiore.
La turbolenze durante la mossa dell'anno prima gli procurano la squalifica per il Palio del luglio 1958. Ad agosto corre nel Drago montando la "sua" Gaudenzia ma non riuscendo a vincere. Palio incolore nel Nicchio nel luglio del 1959, mentre un'altra squalifica lo ferma ad agosto.
La quinta vittoria arriva nell'agosto del 1960 nel Nicchio montando la cavalla Uberta (che vince anche nel Palio straordinario di settembre montata da Ciancone per la Civetta). Nuovo Palio straordinario nel giugno del 1961, ma questa volta Uberta tocca in sorte al Nicchio mentre l'altra accoppiata favorita è formata da Ciancone e Salomè (sorella di Uberta): è Vittorino ad avere la meglio senza correre mai grossi rischi. Adesso le vittorie sono sei e dopo soli sette anni in Piazza.
Nel luglio del 1961 continua la "dittatura" di Uberta che montata da Rosario Pecoraro detto Tristezza porta il popolo dell'Istrice in trionfo. Ad agosto va nella Torre a montare Salomè ed ancora una volta è costretto a partire di rincorsa: quando entra tra i canapi la nemica Oca con Ciancone su Capriola è rigirata e quindi subito fuori gioco. La corsa è dominata dalla Tartuca con Tristezza e la solita Uberta, ma Vittorino non demorde e all'ultima curva approfitta di un errore del fantino avversario prendendo la testa e andando a trionfare.

## L'improvvisa caduta
Il 1962 è invece un anno piuttosto mediocre: a luglio un Palio senza acuti nel Bruco, ad agosto una caduta nel Nicchio al primo giro. Le scorrettezze alla mossa del Palio successivo del luglio 1963 portano invece alla squalifica per due Palii. Torna in piazza nell'agosto del 1964 correndo nel Leocorno senza brillare sulla cavalla Arianna.
Nel luglio del 1965 indossa di nuovo il giubbetto del Leocorno montando la difficile cavalla Zanetta. Alla terza prova l'animale è nervosissimo e forza il canape disarcionando il fantino. Sembra una banale caduta come ce ne sono tante nel Palio ma il dolore all'avambraccio sinistro non ne vuol sapere di andarsene. La diagnosi è di quelle che bastano da sole a sconvolgere la vita di un uomo: Vittorino non potrà più correre a cavallo perché la frattura è più grave del previsto e un altro eventuale incidente potrebbe avere serie ripercussioni sulla sua salute. Lo sforzo economico della Contrada del Nicchio per l'intervento chirurgico da parte di uno dei migliori ortopedici dell'epoca si rivela vano, e la brutta frattura rimediata costringerà il fantino a indossare a vita un manicotto di cuoio per dare rigidità all'osso.

## La fine
Vittorino muore all'età di 68 anni. La sera della prima prova successiva alla sua scomparsa tutta la Piazza gli tributa il meritato omaggio e i fantini delle dieci Contrade che partecipano a quel Palio scendono da cavallo per un minuto di silenzio. Tutto il popolo della Nobile Contrada del Nicchio, per la quale Vittorino ha vinto tre volte, non lo scorderà mai e lo considererà sempre un nicchiaiolo a tutti gli effetti.

## Presenze al Palio di Siena
Le vittorie sono evidenziate ed indicate in neretto.
| Palio            | Contrada   | Cavallo         | Note   |
| ---------------- | ---------- | --------------- | ------ |
| 2 luglio 1953    | Nicchio    | Turbolento      | scosso |
| 16 agosto 1953   | Pantera    | Lirio           |        |
| 2 luglio 1954    | Onda       | Gaudenzia       |        |
| 16 agosto 1954   | Nicchio    | Rosella         |        |
| 5 settembre 1954 | Leocorno   | Gaudenzia       |        |
| 2 luglio 1955    | Nicchio    | Vermiglia       |        |
| 16 agosto 1955   | Torre      | Sturla          | scosso |
| 16 agosto 1956   | Nicchio    | Tanaquilla      |        |
| 2 luglio 1957    | Chiocciola | Tanaquilla      |        |
| 16 agosto 1957   | Nicchio    | Belfiore        |        |
| 16 agosto 1958   | Drago      | Gaudenzia       |        |
| 2 luglio 1959    | Nicchio    | Metallina       |        |
| 2 luglio 1960    | Torre      | La Gigolette    |        |
| 16 agosto 1960   | Nicchio    | Uberta de Mores |        |
| 4 settembre 1960 | Torre      | Archetta        |        |
| 5 giugno 1961    | Nicchio    | Uberta de Mores |        |
| 2 luglio 1961    | Nicchio    | Elena de Mores  |        |
| 16 agosto 1961   | Torre      | Salomè de Mores |        |
| 2 luglio 1962    | Bruco      | Capriola        |        |
| 16 agosto 1962   | Nicchio    | Elena de Mores  | scosso |
| 2 luglio 1963    | Nicchio    | Coraggio        | scosso |
| 16 agosto 1964   | Leocorno   | Arianna         | scosso |